# Vladimir Petrović (Fußballspieler, 1972)
Vladimir Petrović (* 5. Mai 1972 in Teslić, SFR Jugoslawien, heute Bosnien und Herzegowina) ist ein ehemaliger kroatischer Fußballspieler und nunmehriger -trainer.

## Karriere

### Als Spieler
Petrović spielte ab Oktober 1992 in Österreich beim unterklassigen FC Rot-Weiß Knittelfeld. Im März 1994 wechselte er nach Kroatien zum Zweitligisten NK Marsonia Slavonski Brod. Mit Marsonia stieg er in der Saison 1993/94 in die 1. HNL auf. Für den Aufsteiger kam er in der Saison 1994/95 in allen 30 Spielen in der höchsten Spielklasse zum Einsatz und erzielte dabei fünf Tore.
Zur Saison 1995/96 wechselte er zum Ligakonkurrenten HNK Segesta Sisak. Für Segesta Sisak kam er in jener Spielzeit zu 30 Einsätzen, in denen er zwölf Tore erzielte. Nach weiteren zehn Einsätzen in der Saison 1996/97 wechselte er in der Winterpause zum Ligakonkurrenten Croatia Zagreb. Mit Croatia wurde er zu Saisonende Meister; für den Hauptstadtklub kam er zu 17 Einsätzen, in denen er ohne Treffer blieb. Mit Croatia konnte er in der Saison 1997/98 den Titel verteidigen, Petrović steuerte zum Meistertitel zwölf Tore in 27 Spielen bei und war somit zweitbester Torschütze der Liga.
Zur Saison 1998/99 wechselte er nach Frankreich zum FC Toulouse. Für Toulouse absolvierte er in seiner ersten Spielzeit 27 Spiele in der Division 1 und erzielte dabei sechs Tore. Als Tabellenletzter musste er mit seinem Verein zu Saisonende jedoch in die Division 2 absteigen. In dieser kam er in der Saison 1999/2000 zu 26 Einsätzen und erzielte elf Tore. Als Drittplatzierter stieg er mit Toulouse nach nur einer Saison wieder in die höchste französische Spielklasse auf. Nach weiteren sieben Erstligaeinsätzen verließ er den Verein in der Winterpause der Saison 2000/01 und wechselte nach Israel zu Beitar Jerusalem.
Nach einem halben Jahr in Israel kehrte Petrović zur Saison 2001/02 zu Croatia Zagreb zurück, das sich inzwischen in Dinamo Zagreb umbenannt hatte. Für Dinamo kam er in seiner ersten Saison nach seiner Rückkehr zu 24 Einsätzen in der 1. HNL, in denen er sieben Tore machte. In der Saison 2002/03 wurde er mit Dinamo wieder Meister. In der Meistersaison kam er zu 14 Einsätzen, in denen er drei Tore erzielte. Im Sommer 2003 wechselte er nach China zu Qingdao Jonoon. Nach einem halben Jahr in Asien kehrte er in der Winterpause der Saison 2003/04 nach Kroatien zurück, wo er zum NK Zagreb wechselte. Für den NK Zagreb kam er bis Saisonende zu elf Einsätzen in der 1. HNL.
Zur Saison 2004/05 schloss er sich dem Erstligaaufsteiger Međimurje Čakovec an. Für Međimurje kam er in jener Spielzeit allerdings nur zu einem Einsatz. Daraufhin wechselte er im Sommer 2005 ein zweites Mal nach China, diesmal zu Zhejiang Greentown. Auch diesmal blieb er nur ein halbes Jahr in China; im Januar 2006 wechselte er ein zweites Mal nach Österreich, wo er sich dem Zweitligisten Kapfenberger SV anschloss. Für die Steirer kam er bis zum Ende der Saison 2005/06 zu 14 Einsätzen in der zweiten Liga und erzielte dabei vier Tore. Nach acht weiteren Einsätzen in der Saison 2006/07 wechselte er in der Winterpause zurück nach Kroatien und schloss sich dem Zweitligisten NK Croatia Sesvete an. Mit Sesvete stieg er 2008 in die 1. HNL auf. Nach elf Erstligaeinsätzen, in denen er fünf Tore machte, wechselte Petrović in der Winterpause der Saison 2008/09 nach Slowenien zum FC Koper. Für Koper absolvierte er elf Spiele in der 1. SNL.
Zur Saison 2009/10 kehrte er nach Kroatien zurück und wechselte zum unterklassigen Radnik Sesvete. Nach dem Zweitligaaufstieg 2011 beendete er seine Karriere.

### Als Trainer
Petrović trainierte ab der Saison 2014/15 in der Jugend des Deutschlandsberger SC. Zur Saison 2015/16 wechselte er in die Akademie der Kapfenberger SV, bei der er auch als Spieler aktiv gewesen war.
Zur Saison 2016/17 wurde er zudem Co-Trainer von Abdulah Ibraković bei den Profis der Steirer. Diesen Posten hatte er bis zur Trennung von Ibraković im Mai 2017 inne. Zwischen Mai und Juni 2018 war er Co-Trainer bei den Amateuren der KSV.
Zur Saison 2018/19 übernahm er, neben seiner Tätigkeit in der Akademie, den siebtklassigen TuS Spielberg. Zur Saison 2019/20 kehrte er auch im Herrenbereich wieder zu Kapfenberg zurück und übernahm die Amateure der KSV als Cheftrainer und wurde Co-Trainer von Kurt Russ bei den Profis. Im Juli 2020 wurde er interimistisch Cheftrainer der Profis, nachdem Russ zum TSV Hartberg gewechselt war. Zur Saison 2020/21 wurde er nach dem Ende seiner Interimszeit als Co-Trainer und Trainer der Amateure durch Igor Jović ersetzt. Daraufhin arbeitete er wieder in der Jugend der Steirer. Zur Saison 2021/22 übernahm er die Amateure wieder von Jović. Im November 2021 wurde er Cheftrainer der Profis der Kapfenberger. Im August 2022 trat er von seinem Amt zurück und kehrte wieder in die Jugend der Steirer zurück. In seiner Amtszeit gewannen die Kapfenberger vier von 21 Pflichtspielen.

## Erfolge
Croatia/Dinamo Zagreb
- Kroatischer Meister: 1996/97, 1997/98, 2002/03
- Kroatischer Pokalsieger: 1996/97, 1997/98, 2001/02

## Persönliches
Sein Bruder Anto (* 1975) war ebenfalls Fußballspieler, sein Sohn Tomi ist auch als Fußballer aktiv.